# سفارة إريتريا لدى السعودية
سفارة إريتريا لدى السعودية هي الممثلية الدبلوماسية العليا لدولة إريتريا لدى المملكة العربية السعودية. تقع السفارة في حي أم الحمام في الرياض.